# Ludwig Hilmar Kresse
Ludwig Hilmar Kresse (* 7. Januar 1914 in Herrenalb; † 18. Juni 1985 in Stuttgart) war ein deutscher Bauingenieur und Architekt. Von 1967 bis 1977 war er Rektor der Fachhochschule für Technik in Stuttgart.

## Leben
Kresse diente während des Zweiten Weltkriegs als Offizier (zuletzt als Major der Reserve) in der 4. Gebirgs-Division der Wehrmacht. Am 18. November 1944 wurde er mit dem Ritterkreuz des Eisernen Kreuzes ausgezeichnet.
In den Jahren nach Kriegsende war er zunächst als Architekt tätig. Nach seiner Habilitation übernahm er 1963 an der Staatlichen Ingenieurschule für Bauwesen in Stuttgart die Leitung der Abteilung für Hochbau. Vier Jahre später folgte er Karl Gonser im Amt des Direktors der Schule nach. Mit Kresse an der Spitze erfolgte die Umwandlung der Einrichtung in eine Fachhochschule und der deutliche Ausbau des Ausbildungsangebotes.
Von Kresse stammen mehrere Großbauten in Baden-Württemberg. In den 1950er Jahren schuf er zusammen mit Wilhelm Tiedje in Friedrichshafen den Neubau des Rathauses. 1965 plante er den Erweiterungsbau der Waldorf-Schule in Tübingen. Zwischen 1972 und 1974 entstand nach seinen Entwürfen in Ludwigsburg das Wüstenrot-Hochhaus.

## Auszeichnungen
- Eisernes Kreuz (1939) II. und I. Klasse
- Deutsches Kreuz in Gold am 13. Juli 1943[1]
- Nennung im Ehrenblatt des Heeres am 17. Dezember 1943[1]
- Ritterkreuz des Eisernen Kreuzes am 18. November 1944[1]